# Malcher Zygmuntowicz Snowski
Malcher (Melchior) Zygmuntowicz Snowski herbu Dołęga (zm. w 1587 roku) – marszałek Trbunału Głównego Wielkiego Księstwa Litewskiego w 1582 i 1583 roku, kasztelan witebski od 1579 roku, marszałek hospodarski od 1567 roku, sędzia ziemski nowogródzki od 1565 roku, rotmistrz królewski.
Był wyznawcą kalwinizmu.
Podpisał akt unii lubelskiej w 1569 roku. Poseł na sejm 1570 roku z województwa wileńskiego.